# ポーチドエッグ

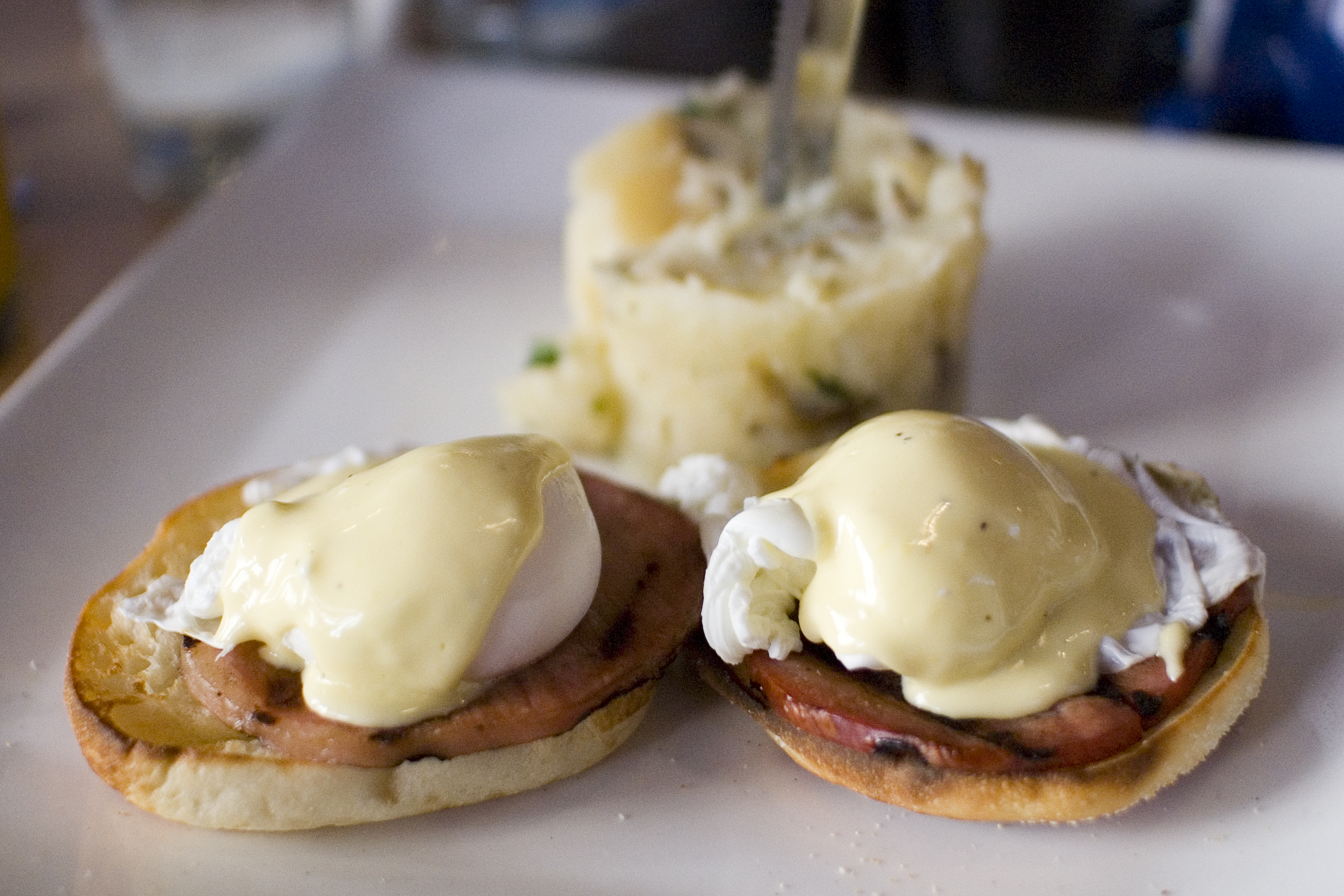
ポーチドエッグを用いた「エッグベネディクト」

ポーチドエッグ（英語: poached egg   /ˈpoʊtʃt eɡ/、フランス語: œufs pochés）は、卵料理のひとつ。日本語では落とし卵（おとしたまご）という。
固まらせるために酢を入れた湯の中に卵の中身のみを落として加熱したもの。
マフィンの上に乗せて、エッグベネディクトにされることが多い。また、トーストしたパンにのせたり、サラダやスープに入れたりもする。
鶏卵が一般的だが、漫画『美味しんぼ』ではウズラの卵を使ったものが紹介されている。

## 栄養的見地
作家で、栄養学の著書もある丸元淑生は、卵の「理想の調理法は一つしかない」と断言し、ポーチドエッグを最良として推奨している。
卵に含まれているビタミンの破壊を最小限にするためには、加熱を最小限にしなくてはならない。一方、卵白にはビオチンの吸収を阻害させるアビジンという物質が含まれている。アビジンだけを壊して他の栄養素を守ることが出来れば理想的で、かつ80℃程でアビジンは破壊され、同時に卵白は固まるという性質がある。つまり白身の温度は80℃程度、卵黄の温度は固まる寸前の60℃程度、という状態を作り出せればよいことになる。それを簡単に、かつ完璧に成し遂げるには、ポーチドエッグがベストという。そうして作られたポーチドエッグは、栄養素や卵自体の味がそのまま保たれているため、余分な調味料を必要とせず、スクランブルエッグのように塩を振る必要はないとも論じている。